# Еркимбаева, Мунжия
Мунжия Еркимбаева (тат. Мөнҗия Еркимбаева, кирг. Мунжия Еркимбаева; 1918, Ильчебаево, Актанышский район — 1976, Фрунзе) — киргизская оперная певица (колоратура).

## Биография
Родилась в 1918 году в селе Ильчебаево Актанышского района Татарской АССР в семье из шести детей. Будучи ребенком вместе со своими братьями и сестрами оказалась на улице после того, как их отец пропал без вести после репрессий 20-х годов. Однако это не разрушило мечту молодой Мунжии стать знаменитостью. Уже в девятилетнем возрасте она занималась музыкой, что в будущем определит её путь. С созданием первого в Кыргызстане театра оперы и балеты работала в хоре. Исполняла роли в таких операх, как «Айчурек», «Манас», «Аджал ордуна», «Аршин мал алан», «Запорожец за Дунаем», а также партии Виолетты в опере Верди «Травиата».
В 1939 году принимала участие в Декаде искусства Киргизской ССР, проходившей в Москве. В годы Великой Отечественной войны вместе с артистами посещала воинов Волховского фронта и приняла участие в 2500 концертах.
В 1947 году получила звание заслуженного артиста Киргизской ССР. На тот момент работала в хоре Кыргызского государственного музыкально-драматического театра (ныне Кыргызский национальный театр оперы и балета им. А. Малдыбаева), а затем в качестве солиста.
Умерла в 1976 году во Фрунзе.